# Jade Jones
Jade Louise Jones, OBE (* 21. März 1993 in Bodelwyddan, Denbighshire) ist eine britische Taekwondoin aus Wales. Sie ist zweifache Olympiasiegerin in der Gewichtsklasse bis 57 Kilogramm.
Jones begann im Alter von acht Jahren mit Taekwondo. Sie trainiert heute am Leistungszentrum in Manchester. Der Durchbruch in die internationale Spitze gelang ihr im Jahr 2010. Zunächst wurde sie bei der Juniorenweltmeisterschaft in Tijuana in der Klasse bis 55 Kilogramm Vizeweltmeisterin, wenig später gewann sie in Singapur bei den Olympischen Jugend-Sommerspielen in der gleichen Klasse die Goldmedaille. Mit Bronze bei der Europameisterschaft in Sankt Petersburg konnte sie anschließend auch im Erwachsenenbereich ihre erste internationale Medaille erringen.
Den nächsten Erfolg feierte Jones im folgenden Jahr bei der Weltmeisterschaft in Gyeongju, wo sie das Finale erreichen konnte und dort Hou Yuzhuo knapp unterlag und somit die WM-Silbermedaille errang. Bei der Heimeuropameisterschaft 2012 in Manchester konnte Jones den Gewinn der EM-Bronzemedaille wiederholen. Der britische Verband nahm im Jahr 2011 in Jones’ Gewichtsklasse einen Startplatz für die Olympischen Spiele 2012 in Anspruch. Sie gewann im Finale die Goldmedaille mit 6:4 Punkten gegen Weltmeisterin Hou Yuzhuo aus China. Ihren olympischen Titel in dieser Gewichtsklasse verteidigte sie 2016 bei den Olympischen Spielen in Rio de Janeiro mit einem 16:7-Erfolg gegen die Spanierin Eva Calvo. 2017 gewann sie bei der Weltmeisterschaft Bronze, 2019 gelang ihr schließlich in Manchester der Titelgewinn.